# 363 Падуя
363 Падуя (363 Padua) — астероїд головного поясу, відкритий 17 березня 1893 року Огюстом Шарлуа у Ніцці.